# Ami Ōnuki
Ami Ōnuki (大貫 亜美 Ōnuki Ami?,  Machida, Tokio, 18 de septiembre de 1973) es una cantante japonesa, conocida por ser parte del dúo musical Puffy AmiYumi junto a Yumi Yoshimura. Con Yoshimura también fue conductora del programa Pa-Pa-Pa-Pa-Puffy desde 1997 a 2002.

## Carrera
En 1995, formó el dúo Puffy AmiYumi junto a Yumi Yoshimura. De 1997 a 2002, Ōnuki fue presentadora del popular programa de entrevistas Pa-Pa-Pa-Pa-Puffy con Yoshimura. El 19 de noviembre de 2004, comenzó a transmitirse la serie animada Hi Hi Puffy AmiYumi en Cartoon Network, la cual se basa en Ōnuki y Yoshimura. En la serie fue interpretada por Janice Kawaye en su forma animada y la propia Ōnuki aparece en los segmentos de acción en vivo del programa.

## Vida personal
En 2002, Ōnuki contrajo matrimonio con el músico Teru, vocalista de la banda de rock Glay. En marzo de 2003, anunció el nacimiento de su primer hijo, una niña, en su blog. Existen rumores sobre un posible divorcio de la pareja, pero estos nunca fueron confirmados por Ōnuki o Teru.

## Discografía

### AmiYumi
- Usagi Channel (Rabbit Channel)

### Solo Solo
- Onna no ko, Otoko no ko (Girls and Boys)
- Love Depth
- Honey
- That Sweet Smile
- Be Someone Tonight
- Snacks
- Tadaima (I'm Home)

### Jet-CD
- Lemon Kid

mn

### Fever*Fever
- Always Dreamin' About You

### The Hit Parade
- Aishuu Date (NEW YORK CITY NIGHTS)

### Spike
- Destruction Pancake

### Splurge
- Security Blanket